# Danae Sweetapple
Danae Suzanna Sweetapple, (3 de febrero de 1967) es una nadadora paralímpica australiana. Nació en la ciudad de Saint George en el sudoeste de Queensland. Sweetapple asistió a un internado a los 11 años. y tiene una licenciatura en Literatura.

## Carrera de natación
Empezó a nadar en 1990 con 23 años de edad. Sus primeros resultados en natación la llevaron a que le ofrecieran una de las primeras becas del Instituto Australiano de Deportes para nadadores discapacitados. En los Juegos de Barcelona de 1992, ganó una medalla de plata en la prueba de 100 m de estilo libre B2 femeninos y ganó dos medallas de bronce en las pruebas de 100 m de espalda B2 y 50 m de estilo libre B2 femeninos. Después de su participación en los Juegos Paralímpicos comentó: «Estaría muy contenta si más gente pudiera hacer del movimiento y el deporte una forma de vida. Es una gran manera de conocer gente y ganar confianza».
Sweetapple fue galardonada como la «Joven Queenslander» del año en 1992.